# Stanisław Andrzej Bąk
Stanisław Andrzej Bąk (ur. 1940, zm. 20 grudnia 2022) – polski ekonomista i teoretyk marketingu, dr hab.

## Życiorys
W 1992 habilitował się na podstawie pracy zatytułowanej Promocja produktu turystycznego w obrocie z krajami o gospodarce rynkowej. Został zatrudniony na stanowisku profesora w Katedrze Turystyki Kolegium Gospodarki Światowej Szkole Głównej Handlowej w Warszawie oraz w Wyższej Szkole Hotelarstwa i Turystyki w Częstochowie.
Był profesorem nadzwyczajnym w Akademii Finansów i Biznesu Vistula, a także w Katedrze Rozwoju Regionalnego I Metod Ilościowych na Wydziale Ekonomicznym Uniwersytetu Technologiczno-Humanistycznego im. Kazimierza Pułaskiego w Radomiu.